# Destinazione cervello
Destinazione cervello (Fantastic Voyage II: Destination Brain) è un romanzo di fantascienza dello scrittore statunitense  Isaac Asimov pubblicato la prima volta nel 1987.
È una riscrittura, per esplicita ammissione dell'autore, della storia di un suo precedente romanzo, Viaggio allucinante, tratto dalla sceneggiatura dell'omonimo film del 1966 per la regia di Richard Fleischer e molto fedele alla stessa, tranne l'eliminazione di incoerenze fisiche.
Asimov non fu mai pienamente soddisfatto del primo romanzo, in quanto non lo sentiva suo (del resto lo aveva scritto su commissione basandosi su una sceneggiatura già pronta alla quale doveva attenersi), e decise di scrivere vent'anni dopo una storia sullo stesso argomento ma con una maggiore attenzione alla verosimiglianza degli aspetti scientifici.
Benché racconti di un viaggio di un veicolo miniaturizzato dentro il corpo umano, i personaggi del secondo romanzo sono del tutto nuovi ed indipendenti e la storia è ambientata in Unione Sovietica.
Asimov, in tutto il romanzo, cerca di dare un aspetto credibile e logico alla miniaturizzazione, spiegando fenomeni come il comportamento della luce esterna che entra nel sommergibile miniaturizzato, o come la materia non miniaturizzata si comporta a contatto di quella miniaturizzata. Spiega anche, in modo semplice ma chiaro, molte delle caratteristiche del cervello e dei fenomeni chimici ad esso connessi.
Nella versione edita da Arnoldo Mondadori Editore nella collana Urania volume 1172 alla fine del libro c'è un racconto dal titolo Il giardino trascurato (titolo originale The neglected garden del 1991) della scrittrice Kate Koja.

## Personaggi
- Albert Jonas Morrison: neurofisico statunitense
- Natalya Boranova: scienziata sovietica che si occupa della miniaturizzazione, coordinatrice del progetto
- Pyotr Leonovich Shapirov: scienziato dell'Unione Sovietica, fautore della miniaturizzazione
- Francis Rodano: uomo della sicurezza nazionale americana
- Arkady Vissarionovich Dezhnev: ingegnere sovietico
- Sophia Kaliinin: tecnico sovietico dello staff della miniaturizzazione
- Yuri Konev: neurofisico sovietico dello staff della miniaturizzazione
- Valeri Paleron: cameriera dell'albergo in cui risiede Morrison in Unione Sovietica
- Robert G. Friar: scienziato alle dipendenze del governo americano
- Jonathan Winthrop: collega di Rodano

## Trama
Stati Uniti, metà del XXI secolo. Albert Morrison si trova ad una conferenza di neurofisici; in momento di pausa, viene avvicinato da Natalya Boranova, una scienziata che si occupa di miniaturizzazione, che lo invita a recarsi in Unione Sovietica per alcuni studi. Morrison rifiuta con decisione l'invito, in quanto convinto che la miniaturizzazione non esista, visto i problemi teorici connessi. Rientrato nella sua camera in albergo, vi trova ad aspettarlo Francis Rodano, che cerca di convincere il dottor Morrison ad accettare l'invito di Natalya per capire se la miniaturizzazione sia effettivamente possibile e a che punto sono i sovietici nelle loro ricerche; gli americani sono infatti privi di un proprio progetto di miniaturizzazione e ogni informazione potrebbe essere utile, e inoltre "arrestare" Natalya ed estorcerle tutto quello che sa è per il governo USA una mossa errata per evidenti motivi diplomatici. Dopo avere cercato inutilmente di convincere Morrison anche con velate minacce sulla sua carriera di ricercatore, Rodano permette con il proprio tacito consenso il rapimento del professore, il quale viene trasferito su una nave sovietica, poi su un aereo con destinazione Malenkigrad, in Russia. Una volta a destinazione viene introdotto nella Grotta, il laboratorio dove i sovietici effettuano i loro esperimenti. Per poter entrare nel laboratorio vero e proprio, Albert e Natalya si sottopongono ad un'accuratissima e lunghissima pulizia corporale. Natalya presenta a uno scettico e incredulo professor Morrison una dimostrazione pratica della miniaturizzazione, in cui viene rimpicciolito un coniglio. Il dottor Morrison è costretto a quella vista ad accettare la realtà dei fatti: la miniaturizzazione esiste ed è stata realizzata dagli scienziati sovietici. È però una tecnica che consuma molta energia, e le ricerche dei tecnici sovietici sono ora rivolte a trovare delle nuove soluzioni ingegneristiche per migliorarne l'efficienza e di conseguenza aumentare il rendimento del procedimento.
Dopo questa esperienza, Morrison si chiede cosa vogliano da lui: è un neurofisico, uno scienziato che studia il cervello, e non un ingegnere che si intende di tecnologia. Natalya gli confida allora che uno studioso di nome Pyotr Leonovich Shapirov si stava occupando di migliorare l'efficienza del procedimento di miniaturizzazione. Il motivo per cui Morrison è necessario alla Boranova, e all'Unione Sovietica, è che Shapirov è a letto in coma a causa delle conseguenze di un fallito esperimento di miniaturizzazione a cui ha partecipato direttamente. Il suo cervello ne ha sofferto significativamente e i sovietici vogliono verificare se sia possibile estrarre dal cervello di Shapirov tutti i dati importanti che contiene, grazie appunto all'aiuto di Morrison; questi ha sviluppato un software in grado amplificare e analizzare le onde cerebrali e apparentemente di consentire in maniera imprevedibile di leggere nel pensiero. Il piano dei sovietici è organizzare un piccolo equipaggio, imbarcarlo su un "sommergibile" e miniaturizzare il tutto, poi entrare nel corpo di Shapirov, dirigersi nel suo cervello e lì cercare di estrarre tutte le informazioni che contiene, sperando che non siano andate distrutte nell'esperimento fallito. Ovviamente il dottor Morrison è inorridito per questa prospettiva e ha paura che l'incidente capitato a Shapirov possa capitare anche a lui. Da principio la dottoressa Boranova cerca di convincere il dottor Morrison facendogli notare la fama che pioverebbe sulla missione, che per lui sarebbe la prova sul campo dei suoi studi: Morrison infatti ha perso credibilità da quando ha detto di poter leggere nel pensiero grazie alla sua macchina, quindi un'esperienza come questa potrebbe rivalutarlo e portarlo agli onori della scienza. Morrison però non si lascia lusingare, nemmeno quando viene messo al corrente che non sarà solo, perché saranno in cinque ad essere miniaturizzati: oltre a lui parteciperanno alla missione il tecnico Sophia Kaliinin, il neurofisico Yuri Konev, lo scienziato Arkady Vissarionovich Dezhnev e Natalya stessa, come comandante della spedizione,. Quest'ultima gli fa capire che il suo rifiuto non è accettabile e che riuscirà, in un modo o nell'altro, a convincerlo. Spaventato da quello che la dottoressa Boranova gli ha detto, poiché teme che lo obbligheranno con la forza, Morrison ha come unica arma di difesa quella di cercare invano di convincerli che è una missione senza possibilità di successo. Il giorno dopo la dottoressa Boranova convoca il dottor Morrison nel suo studio e lo mette davanti ad un bivio: o accetta di farsi miniaturizzare insieme agli altri quattro per questa missione "impossibile", oppure verrà imbarcato immediatamente a casa su un aereo con destinazione. Morrison preme per la seconda possibilità, ma la Boranova gli fa notare la conseguenza della sua decisione sulla sua carriera professionale: se torna a casa ora, dopo solo pochi giorni, tutti i suoi colleghi concluderanno che è un ciarlatano, perché non ha voluto dimostrare che la propria invenzione funziona. Capendo di essere stato battuto, e per salvare la sua carriera di neurofisico, Morrison è costretto ad accettare.
Il giorno dopo, il terzo da quando il dottor Morrison si trova a Malenkigrad, i cinque membri dell'equipaggio si imbarcano nel sommergibile. Dopo aver effettuato tutti i controlli previsti sulla strumentazione, viene avviata la miniaturizzazione: tramite un'apposita macchina il sommergibile e il suo l'equipaggio vengono ridotti sino a poter entrare in una siringa ipodermica; poi, con un'ulteriore macchina miniaturizzatrice in dotazione al sommergibile, si autoriducono ancora sino al livello cellulare, in modo da poter passare dall'ago della siringa e poter entrare nel flusso sanguigno. In tal modo, il sommergibile entra nel flusso sanguigno dell'arteria carotide sinistra. La destinazione è un centro nevralgico del pensiero creativo, secondo la teoria non accreditata di Morrison. Nel loro viaggio incontrano globuli rossi, piastrine e globuli bianchi, dai quali il sommergibile viene lasciato stare perché è circondato da un campo elettrico, generato e modificabile dall'interno del sommergibile, che fa assumere alla sua carrozzeria la conformazione elettrica della membrana cellulare di un globulo rosso, in modo che le altre cellule del sangue lo riconoscano come tale. Boranova ordina a Sophia di cambiare la configurazione del campo elettrico per poter capire se tutto funziona come da progetto. Sophia cambia la configurazione elettrica del sommergibile e lo rende identificabile come un batterio; come previsto, un globulo bianco li scambia per un batterio vero, li attacca e li ingloba. Riescono a liberarsi con difficoltà dalla presa, ma nel frattempo il globulo bianco li ha portati con sé, trasportandoli fuori dal percorso programmato; capendo quindi di essersi persi, decidono che la cosa più saggia sia di tornare indietro, cosa però difficile visto che il sommergibile non ha né il timone né la retromarcia. L'unico modo di girarsi è far uscire qualcuno (toccherà a Morrison) che possa ruotare il sommergibile a mano dopo averlo miniaturizzato ancora, così possono tornare sui loro passi, dirigendosi nel punto previsto dal loro piano originale; arrivatici, si rimpiccioliscono ancora e cambiano la configurazione elettrica del sommergibile rendendolo simile ad una molecola di glucosio. Con questo stratagemma riescono a uscire dal flusso sanguigno e a superare la barriera ematoencefalica, trovandosi quindi nel cervello, nel reticolo di collagene che ne circonda i neuroni.
Il problema della mancanza del timone si ripresenta subito: potendo andare solo dritto, capiscono di non avere la direzionalità necessaria a schivare i vari "cordoni" di collagene per arrivare al neurone più vicino. La nave ha fortunatamente tre motori, quindi scelgono di modificare i comandi in modo da poterli accendere e spegnere in modo differenziato, ottenendo così la manovrabilità necessaria; per fare questo sono però costretti a usare alcuni pezzi della radio, che quindi diventa inservibile, impedendo loro di comunicare con l'esterno, ma in compenso riescono a trovare un neurone. Da un po' di tempo, però alcuni membri dell'equipaggio del sommergibile hanno delle percezioni non ben identificate. Trovato il neurone, riescono a entrarvi sfruttando il fatto di sembrare ancora una molecola di glucosio: uno dei suoi recettori li cattura, li ingloba, e il gioco è fatto, con la meta finalmente raggiunta. Una volta entrati nel neurone, vedono che in essi il glucosio viene attaccato dagli enzimi, e per evitare che il sommergibile, che possiede ancora la struttura elettrica del glucosio, venga attaccato, passano da una struttura D-glucosio a una struttura L-glucosio (non attaccabile); pur tentati di esplorare il neurone, lo scopo della missione viene prima. Nel cercare di capire cosa sta pensando Shapirov, anche attraverso le percezioni extrasensoriali, si dirigono verso l'assone, il luogo dove le onde cerebrali si concentrano; è li che pensano, tramite il software di Morrison, di poterle analizzare e capire cosa Shapirov sta pensando e quindi estrarre almeno una parte delle sue conoscenze.
Nel loro viaggio lungo l'assone, l'equipaggio del sommergibile continua a percepire altre sensazioni. Una volta raggiunta la fine dell'assone entrano in un dendrite, per poi passare, attraverso la sinapsi vicina, nel dendrite del neurone attiguo. Nonostante tutti i loro sforzi non riescono però a captare chiaramente i pensieri di Shapirov. Con il passare del tempo, ad esempio notando che il flusso sanguigno perde di intensità, cominciano a pensare che Pyotr Leonovich Shapirov sia morto; quando finalmente ristabiliscono i contatti radio con l'esterno, ne hanno la conferma. Ora la cosa più urgente da fare è uscire dal cervello di Shapirov, sia perché è morto, sia perché sono a corto di energia. I cinque riescono così ad uscire dal cervello e a farsi recuperare dai tecnici che sono al capezzale di Shapirov.
L'epilogo trasforma il romanzo da uno di fantascienza in uno di spionaggio con alcune implicazioni da romanzo rosa. Morrison riesce ad arrivare all'aeroporto e a salire su un aereo svedese incaricato di prelevarlo e di riportarlo in patria. Al suo ritorno fa un resoconto della sua avventura e mette le basi per una collaborazione duratura tra gli americani e i sovietici.

## Aforismi di Dezhnev Senior
Il libro è composto da una serie di capitoli (19), divisi a loro volta in parti diverse (91) e gran parte dei quali riportano citazioni introduttive di Dezhnev Senior. Nel suo svolgimento, il romanzo è pieno di aforismi, citati dal figlio Arkady Dezhnev, che dice di averli sentiti dal padre.
- Chi è necessario deve imparare a resistere all'adulazione. (Cap. 1)
- Se chiedere educatamente è inutile, prendi. (Cap. 2)
- Una pedina è il pezzo più importante sulla scacchiera... per una pedina. (Cap. 3)
- La piccolezza può essere un vantaggio: un’aquila a volte può saltare il pasto; un canarino domestico, mai. (Cap. 4)
- Quello che conta è la persona, non il nome. (Cap. 4)
- La vita è piacevole. La morte è pace. È la transizione a essere penosa. (Cap. 5)
- Il corpo sa di cosa ha bisogno. Ecco perché certe cose hanno un buon sapore. (Cap. 5)
- Siamo sempre certi che la decisione appena presa sia sbagliata. (Cap. 6)
- Nessun viaggio è pericoloso per chi saluta dalla riva. (Cap. 7)
- La difficoltà maggiore viene all'inizio. Si chiama “preparazione”. (Cap. 8)
- Se la corrente ti sta portando dove vuoi andare, non discutere. (Cap. 9)
- Dato che tutti dobbiamo morire, cosa possiamo chiedere di meglio se non una morte rapida e improvvisa. (Cap. 9)
- Se vuoi sapere se l’acqua bolle, non sentirla con la mano. (Cap. 10)
- Solo quando ha imparato a star fermo un bambino può essere considerato una creatura intelligente. (Cap. 10)
- Andare in un posto può essere la parte più divertente... ma solo se alla fine ci si arriva, in quel posto. (Cap. 11)
- Avere mezza immaginazione è peggio che non averla. (Cap. 11)
- La gente è già fin troppo pronta a ridere di te, non incoraggiarla con delle smorfie. (Cap. 11)
- Il momento di offendersi arriva quando un uomo, dopo essersi calmato, ripete un insulto lanciato in preda alla collera. (Cap. 11)
- Nella vita, a differenza che negli scacchi, il gioco continua anche dopo lo scacco matto. (Cap. 12)
- Tra non abbastanza e troppo ci corre un pelo. (Cap. 12)
- Un muro che dica “Benvenuto, straniero” non è mai stato costruito. (Cap. 13)
- L'acqua pura è una bevanda senza eguali, a patto che sia stata depurata con alcool. (Cap. 13)
- Quando a salvarti dalle fauci di un lupo è un orso affamato non hai motivo di essere tanto riconoscente. (Cap. 13)
- Quelli che dicono: “Un penny per i tuoi pensieri” di solito esagerano con la generosità. (Cap. 14)
- La parte più eccitante di un viaggio è l'arrivo a casa. (Cap. 14)
- Se vuoi sentire, devi cominciare ad ascoltare. (Cap. 14)
- Di solito, più tardi è troppo tardi. (Cap. 14)
- La buona compagnia priva perfino la morte di alcuni suoi lati terrificanti. (Cap. 15)
- Non appena tramonta il sole, scende l’oscurità: non lasciarti cogliere di sorpresa. (Cap. 16)
- È più importante conoscere la cosa che il nome. (Cap. 16)
- Se uscire dai guai fosse facile come entrarci, la vita sarebbe una dolce melodia. (Cap. 17)
- Quando puoi seguire solo una strada, non è difficile decidere cosa fare. (Cap. 17)
- Il guaio del trionfo è che puoi trovarti dall'altra parte. (Cap. 18)
- Nel vero trionfo, comunque, non ci sono perdenti.(Cap. 19)

## Edizioni
- (EN) Fantastic Voyage II: Destination Brain, Nightfall, Inc., 1987.
- Destinazione cervello, traduzione di Piero Anselmi, Collana Altri Mondi, Milano, Arnoldo Mondadori Editore, maggio 1988, ISBN 88-04-31378-1. - Milano, CDE, 1988-1990.
- Destinazione cervello, traduzione di Piero Anselmi, Collana Oscar Fantascienza n°87, Milano, Arnoldo Mondadori Editore, giugno 1990, ISBN 88-04-33452-5. - Collana Urania n.1172, Mondadori, 9 febbraio 1992; Collana Oscar Bestsellers N.484, Mondadori, gennaio 1994 - 2000, ISBN 978-88-043-9595-9; Collana Urania Collezione n.258, Mondadori, luglio 2024, ISBN 977-17-216-4236-7.